# Passiflora rubra
Passiflora rubra es una especie de planta fanerógamas perteneciente a la familia Passifloraceae. Es nativa de las Antillas y costas del Mar Caribe. 

## Descripción
Es una planta con tallos trepadores y hojas de 2-10 cm de longitud con pedúnculos de 1-6 cm de largo, más largos en los frutos. El cáliz es de color rosa con la corona de color rosa a rojo, más oscuro por la base. El fruto es una baya, tierna y peluda de 2,5 cm de longitud.

## Propiedades
- La parte aérea de la planta es rica en numerosas sustancias: flavonoides, fenoles, aceites esenciales, a las que se le atribuye en conjunto su acción sedante.
- Utilizado en casos de insomnio.
- Disminuye la tensión arterial y el ritmo cardíaco.
- Usado como sedante e hipnótico suave.

## Taxonomía
Passiflora rubra fue descrita por Carlos Linneo y publicado en Species Plantarum 2: 956–957. 1753.
Etimología
Ver: Passiflora
rubra: epíteto latino que significa "de color rojo".
Sinonimia
- Decaloba rubra (L.) M.Roem.
- Granadilla rubra (L.) Moench
- Passiflora cisnana Harms[3][4]